# Antoni Morawiecki

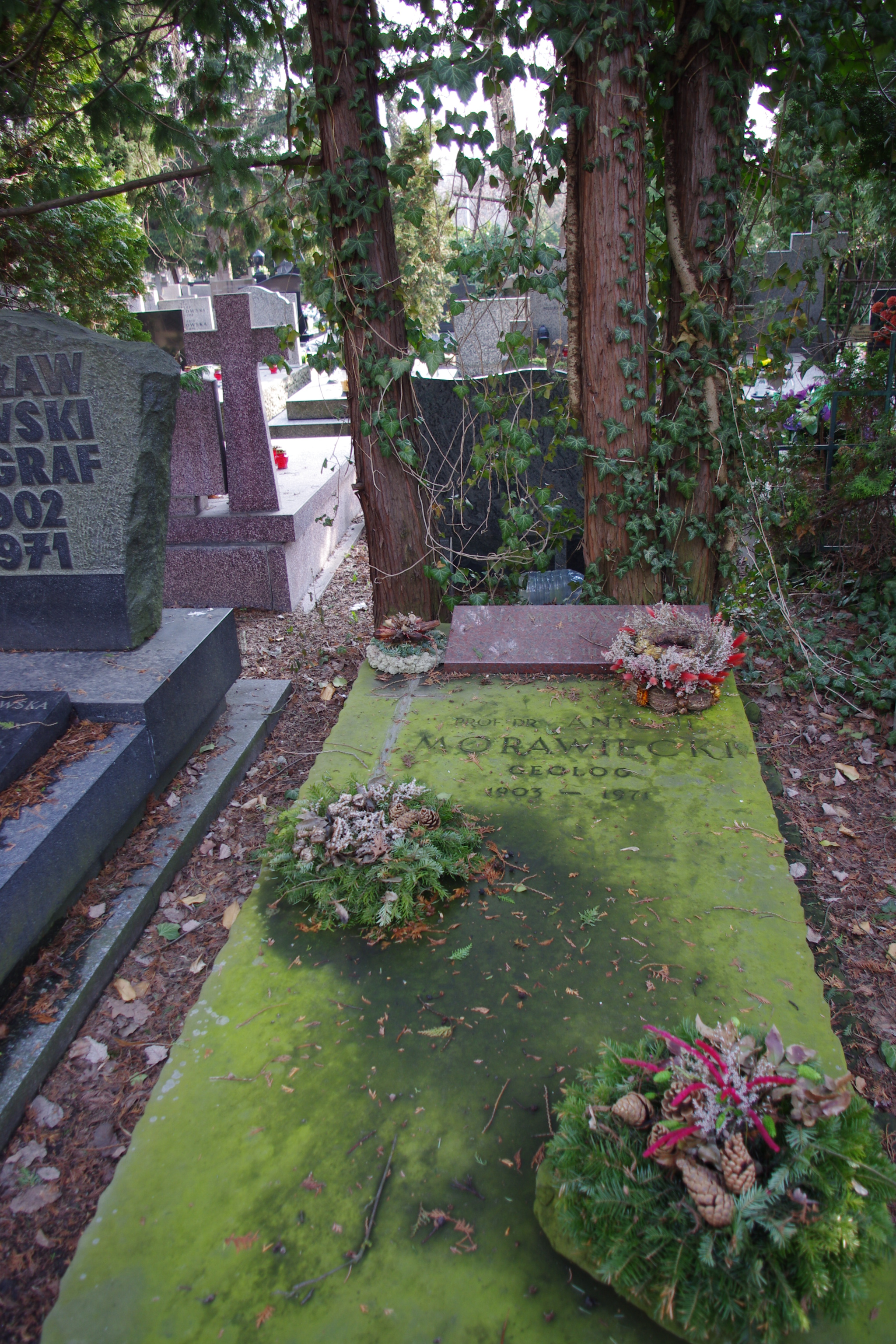
Grób geologa Antoniego Morawieckiego na cmentarzu Wojskowym na Powązkach

Antoni Morawiecki (ur. 28 grudnia 1903 w Winnicy, zm. 14 lipca 1971 w Warszawie) – polski geolog, specjalista geologii złóż surowców mineralnych, a zwłaszcza złóż fosforytów, oraz geologii gospodarczej.

## Życiorys
Do szkół średnich uczęszczał najpierw w Charkowie, następnie w Warszawie. Świadectwo dojrzałości uzyskał w 1923. W tym samym roku rozpoczął studia mineralogiczne i petrograficzne na Wydziale Matematyczno-Przyrodniczym Uniwersytetu Warszawskiego. Jednym z jego profesorów był mineralog Stanisław Józef Thugutt. W latach 1928–1930 studiował w mineralogię i petrografię w Paryżu, w Collège de France pod kierunkiem prof. Lucien Cayeux oraz w Musée National d’Historie Naturelle u prof. Alfreda Lacroix. W tym czasie odbył kilka wycieczek naukowych po Francji, Algierii i Tunezji badając złoża fosforytów, rud żelaza, cynku i ołowiu.
W 1930 powrócił do Warszawy, zdał egzaminy z petrografii, mineralogii i chemii i doktoryzował się na podstawie pracy Cenomańskie warstwy fosforytonośne okolic Niżniowa nad Dniestrem. Przez kilka lat był współpracownikiem Państwowego Instytutu Geologicznego, a od 1934 do 1936 pełnił obowiązki asystenta w dziale geologiczno-górniczym Muzeum Przemysłu i Techniki w Warszawie. Przez następne dwa lata był doradcą do spraw geologiczno-surowcowych w Biurze Planowania Gospodarczego przy wicepremierze Eugeniuszu Kwiatkowskim.
Podczas okupacji prowadził w ramach Armii Krajowej produkcję materiałów wybuchowych (amonitu) w tajnym laboratorium apteki u zbiegu ulic Mariańskiej i Pańskiej w Warszawie. W połowie 1944 został aresztowany przez Gestapo. Uniknął śmierci, bo nie został zidentyfikowany. Był w obozie koncentracyjnym w Groß-Rosen, a następnie w Bergen-Belsen. Schwytany podczas ucieczki z obozu przebywał w różnych więzieniach, aż do oswobodzenia na początku maja 1945. W wyniku tych przeżyć przez następne kilka lat ciężko chorował.
W 1950 podjął pracę w Państwowym Instytucie Geologicznym, najpierw jako kierownik pracowni Wydziału Surowców Skalnych, a później jako kierownik innych sekcji i pracowni. Od 1966, aż do śmierci, był kierownikiem Zakładu Ekonomiki Prac Geologicznych. W międzyczasie uzyskał stanowisko samodzielnego pracownika nauki, kolejno, z tytułem docenta i profesora nadzwyczajnego.
Od 1954 prowadził wykłady w zakresie surowców mineralnych na Uniwersytecie Warszawskim. Od 1956 był doradcą do spraw geologii w Komisji Planowania przy Radzie Ministrów. Był również przewodniczącym lub członkiem szeregu komisji i rad naukowych zajmujących się złożami surowców mineralnych.
W dorobku naukowym ma 120 publikacji i ponad 200 opracowań archiwalnych, referatów i recenzji. Zajmował się przede wszystkim fosforytami, ich złożami, geochemią, technologią ich przeróbki i ich wykorzystaniem praktycznym. Opracowywał również surowce skalne na Dolnym Śląsku.
Wielokrotnie wyjeżdżał w charakterze eksperta za granicę: do Belgii, Czechosłowacji, Francji, Gwinei, Mongolskiej Republiki Ludowej, Senegalu, Węgier i Związku Radzieckiego.
Był mężem Anny z Podgórskich (1910–1990).
Zmarł 14 lipca 1971 w Warszawie, pochowany na cmentarzu Wojskowym na Powązkach (kwatera A32-1-17).

## Wybrane publikacje
- 1925, Fosforyty okolic Kazimierza nad Wisłą. Archiwum Mineralogiczne, 1.
- 1927, Cenomańskie warstwy fosforytonośne okolic Niżniowa nad Dniestrem. Archiwum Mineralogiczne, 3.
- 1956, Utwory dikitowe i kaolinitowe (foleryty) z Nowej Rudy na Dolnym Śląsku. Biuletyn Instytutu Geologicznego, nr 103, Warszawa.
- 1960, Badania złóż minerałów rozproszonych i pierwiastków rzadkich. Prace Instytutu Geologicznego, t. 30, cz. I, Warszawa.
- 1960, Piaskowce zsylifikowane z Gdowa. Prace Instytutu Geologicznego, t. 30, cz. II, Warszawa.
- 1960, Występowanie minerałów uranowych w Polsce. Kwartalnik geologiczny, t. 4, nr 4, Warszawa.
- 1961, Piaski ilmenitowo-magnetytowe znad rzeki Bomini w Gwinei. Przegląd geologiczny, nr 5, Warszawa.
- 1967, Fosforyty z osadów górnego keloweju w okolicach Olkusza i Kluczy. Przegl. geol. nr 10, Warszawa.
- 1968, Charakterystyka petrograficzna fosforytonośnych iłów ornatowych z Regulic i obszarów przyległych. Kwart. geol., t.12, nr 3, Warszawa.
- 1971, Badania nad wzbogacaniem i wykorzystywaniem fosforytów krajowych. Biuletyn Instytutu Geologicznego, nr 246, Z badań złóż surowców chemicznych w Polsce, nr 1, Warszawa.

## Ordery i odznaczenia
- Krzyż Kawalerski Orderu Odrodzenia Polski za całokształt działalności naukowej (1966)

## Nagrody
- Nagroda Państwowa II stopnia za odkrycie nowych złóż minerałów ważnych dla gospodarki narodowej (1952)[3]